# Portulaca kuriensis
Portulaca kuriensis är en portlakväxtart som beskrevs av Michael George Gilbert. Portulaca kuriensis ingår i släktet portlaker, och familjen portlakväxter. Inga underarter finns listade i Catalogue of Life.